# Bonaventura Corti
Bonaventura Corti, född 26 februari 1729, död 3 februari 1813, var en italiensk naturforskare och fysiolog. Auktorsnamnet Corti kan användas för Bonaventura Corti i samband med ett vetenskapligt namn inom botaniken; se Wikipediaartiklar som länkar till auktorsnamnet.
Inom botaniken har Corti gjort sig mest bekant genom sin upptäckt av protoplasmarörelsen i cellerna hos Chara och vissa andra vattenväxter. Denna Cortis upptäckt råkade senare i glömska, varför i litteraturen ofta Gottfried Reinhold Treviranus och Giovanni Battista Amici som upptäckare av protoplasmarörelsen.